# Quessy
Quessy è una località e un comune francese soppresso di 3 212 abitanti situato nel dipartimento dell'Aisne della regione dell'Alta Francia.
Dal 1992 è divenuto comune associato del comune di Tergnier.

## Storia

### Simboli
Il comune aveva ripreso l'emblema del priorato di Quessy.

### Onorificenze
Durante la prima guerra mondiale, nel corso della ritirata sulla linea Hindenburg (Operazione Alberico), il 17 febbraio 1917 i tedeschi deportarono gli abitanti e distrussero il paese, cosa che gli valse la concessione della Croix de Guerre.